# Dwight Morrow

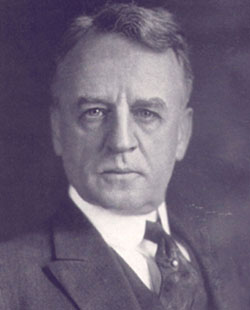
Dwight Morrow

Dwight Whitney Morrow (* 11. Januar 1873 in Huntington,  Cabell County,  West Virginia; † 5. Oktober 1931 in Englewood, Bergen County, New Jersey) war ein US-amerikanischer Politiker und Diplomat. Zwischen 1927 und 1930 war er Botschafter der Vereinigten Staaten in Mexiko und in den Jahren 1930 und 1931 vertrat er den Bundesstaat New Jersey im US-Senat.

## Werdegang
Im Jahr 1875 kam Dwight Morrow mit seinen Eltern nach Allegheny, das heute ein Stadtteil von Pittsburgh in Pennsylvania ist. Dort besuchte er die öffentlichen Schulen. Im Jahr 1895 absolvierte er das Amherst College, wo er sich mit dem späteren Präsidenten Calvin Coolidge anfreundete. Nach einem anschließenden Jurastudium an der Columbia University und seiner im Jahr 1899  erfolgten Zulassung als Rechtsanwalt begann er in New York City in seinem neuen Beruf zu arbeiten. Seit 1903 lebte er in Englewood in New Jersey. Er stieg in das Bankgewerbe ein und wurde 1913 Partner beim Bankhaus J.P. Morgan. Außerdem war er im Vorstand verschiedener anderer Unternehmen in der Industrie und in der Finanzbranche. Während des  Ersten Weltkriegs war er Leiter des National War Savings Committee für den Staat New Jersey. Zeitweise war er auch in Übersee, wo er als Berater für den Rat der sich mit den Alliierten Transporten befasste, tätig war. Außerdem war er mit Fragen des Alliierten Nachschubs befasst und trat dabei als ziviler Helfer auf. 
Politisch schloss sich Dwight Morrow der  Republikanischen Partei an. Zwischen 1918 und 1920 war er Vorsitzender  des New Jersey State Board of Institutions and Agencies. Im Jahr 1925 wurde er Vorsitzender des von Präsident Coolidge geschaffenen Luftfahrt Ausschusses (Aircraft Board).  Schließlich wurde er von Coolidge zum Botschafter der Vereinigten Staaten in Mexiko ernannt. Dieses Amt bekleidete er zwischen 1927 und 1930. Im Jahr 1928 war er Delegierter auf der Panamerikanischen Konferenz in Havanna und 1930 war er einer der amerikanischen Vertreter auf der Flottenkonferenz in London. 
Nach dem Rücktritt von US-Senator Walter Evans Edge wurde zunächst David Baird zu dessen Nachfolger bestimmt. Bei der offiziellen Nachwahl verzichtete Baird allerdings auf eine Kandidatur. Damit machte er den Weg frei für Dwight Morrow, der dann zum neuen Class-2-Kategorie Senator gewählt wurde. Für Morrow war es eine Doppelwahl. Zum einen wurde er für den Rest der angebrochenen Amtszeit von Edge gewählt, die am 3. März 1931 endete, und gleichzeitig wurde er für die folgende Legislaturperiode gewählt, die am 4. März 1931 begann. Er trat sein Mandat am 3. Dezember 1930 an und übte es bis zu seinem Tod am 5. Oktober 1931 aus. 
Dwight Morrow war mit der Dichterin und Frauenrechtlerin Elizabeth Reeve Cutter (1873–1955) verheiratet. Die gemeinsame Tochter Anne (1906–2001) war die Frau des Flugpioniers Charles Lindbergh (1902–1974). 